# 默伦
默伦（法語：Melun，法語發音：[məˈlœ̃]），法国中北部城市，法兰西岛大区塞纳-马恩省的一个市镇，同时也是该省的省会，下辖默伦区，其市镇面积为8.04平方公里，2022年1月1日时人口数量为43,685人，在法国城市中排名第187位。
默伦位于塞纳-马恩省南部，塞纳河畔，距离巴黎市区大约41公里。默伦历史悠久，城市起源于塞纳河中的圣艾蒂安岛，18世纪时是巴黎东南重要的面粉生产基地之一，现代为塞纳-马恩省的行政中心。默伦也是一个区域性的工商业城市和交通枢纽，巴黎－马赛铁路由此通过。

## 地名来源
“默伦”一名来源于罗马时期，其名称在凯撒大帝的《高卢战记》中出现，史学家普遍认为这一名称与塞纳河上的河心岛有关。

## 历史

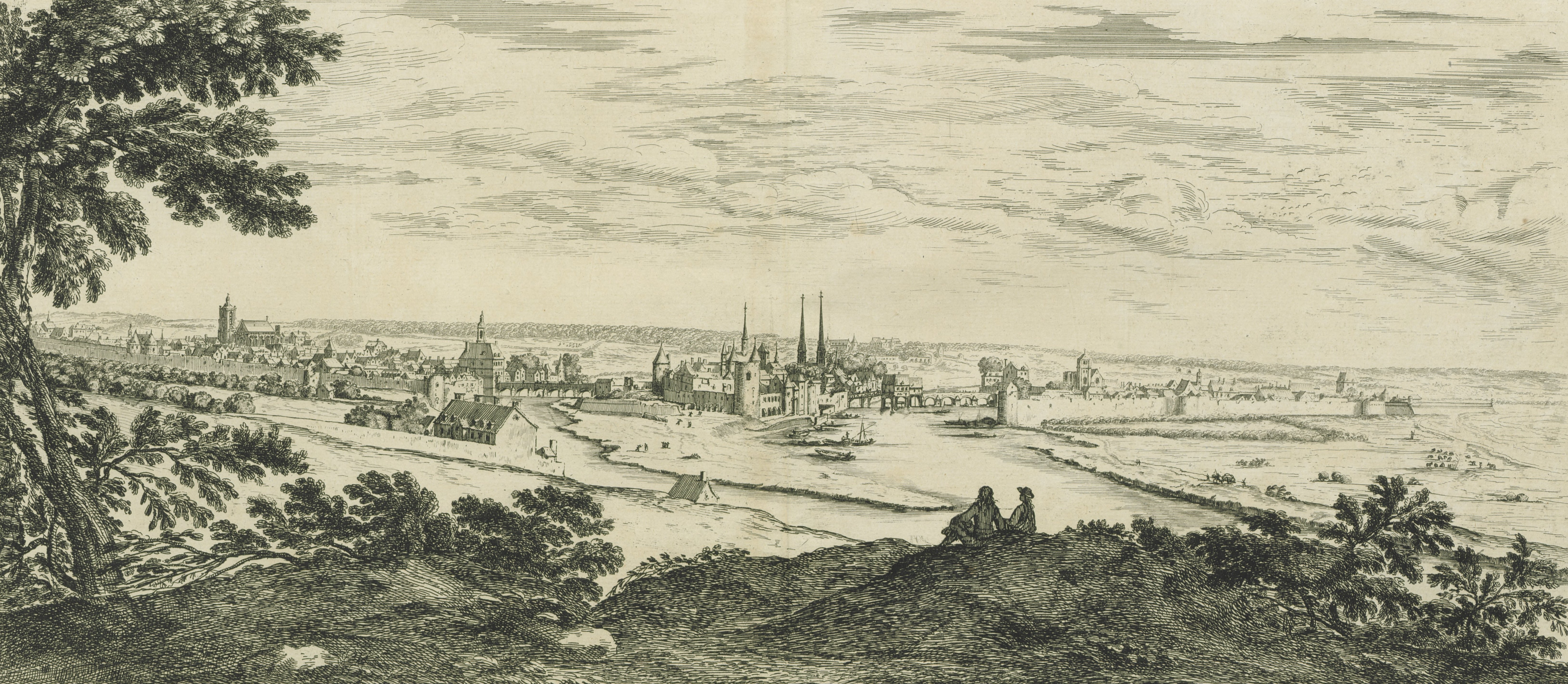
1650年的默伦

默伦历史悠久，高卢时期为塞农人的活动范围，罗马人入侵后，默伦成为了一个水陆码头。当地的城市建设首先从河心岛（今圣艾蒂安岛）开始，后逐渐向塞纳河左岸发展。克洛维一世逝世后，默伦及所在的法兰西岛大部分地区被希尔德贝特一世继承。中世纪时，默伦多次遭遇外敌入侵，当地的城墙及防御工事在公元8世纪后逐渐形成。10世纪末，于格·卡佩为当地的贵族默伦家族设置伯爵爵位，其城市开始向塞纳河右岸发展。中世纪中后期，多名法兰西国王都曾游历或短居于此。英法百年战争对默伦造成了一定的破坏，当地于1420年发生围城战。文艺复兴时期，默伦的教堂和防御工事的部分或全部重建；此外当地还依塞纳河建立了多处磨坊，成为巴黎附近主要的面粉供应基地。法国大革命结束后，默伦成为塞纳-马恩省的省会。1847年，途径默伦的巴黎－马赛铁路建成；19世纪末，默伦出现了格鲁伯啤酒厂以及法国制药合作公司，成为一个重要的工商业城市。1945年，法国国家宪兵军官学校在默伦成立。

## 地理

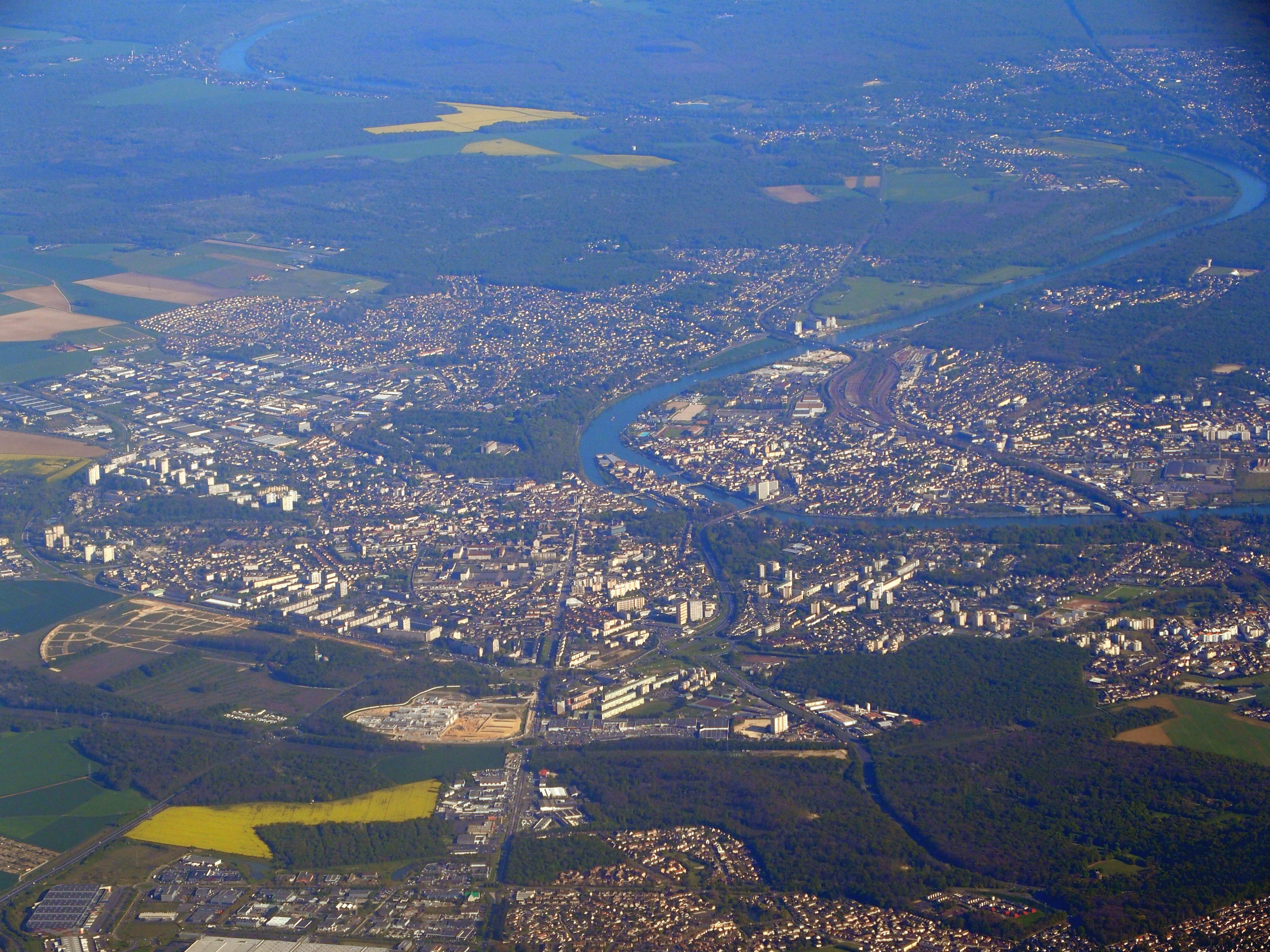
航拍默伦市区

默伦位于法国中北部，法兰西岛大区东南部和塞纳-马恩省南部，距离首都巴黎大约41公里。与默伦接壤的市镇包括：拉罗谢特、吕贝勒、沃勒佩尼勒、韦尔圣但尼、瓦斯农、达马里莱利斯、曼西、塞纳河畔勒梅。

### 地形
默伦位于巴黎盆地腹地，境内地势平坦，南部有少量缓丘，全境海拔在37到102米之间。

### 水文
默伦位于塞纳河的一处曲流两侧，该河为法国五大河流之一，其默伦段有一处较大的河心岛圣艾蒂安岛。塞纳河右岸支流阿尔蒙河在默伦与干流交汇。

### 植被
默伦属于温带落叶林区，市区内的主要绿地公园包括德布勒伊市际公园（Parc Intercommunal Debreuil）、斯佩尔托讷公园（Parc de Spelthorne）等，均常年免费向公众开放。

### 气候
默伦在柯本气候分类法中属于温带海洋性气候，全年温差较小，降水分布均匀。
默伦境内设有气象站，以下为该气象站的数据：
| 默伦1981年－2019年  | 默伦1981年－2019年 | 默伦1981年－2019年 | 默伦1981年－2019年 | 默伦1981年－2019年 | 默伦1981年－2019年 | 默伦1981年－2019年 | 默伦1981年－2019年 | 默伦1981年－2019年 | 默伦1981年－2019年 | 默伦1981年－2019年 | 默伦1981年－2019年 | 默伦1981年－2019年 | 默伦1981年－2019年 |
| 月份                | 1月                | 2月                | 3月                | 4月                | 5月                | 6月                | 7月                | 8月                | 9月                | 10月               | 11月               | 12月               | 全年               |
| ------------------- | ------------------ | ------------------ | ------------------ | ------------------ | ------------------ | ------------------ | ------------------ | ------------------ | ------------------ | ------------------ | ------------------ | ------------------ | ------------------ |
| 历史最高温 °C（°F） | 16.9 (62.4)        | 21.2 (70.2)        | 25.6 (78.1)        | 29.5 (85.1)        | 31.6 (88.9)        | 36.8 (98.2)        | 41.9 (107.4)       | 38.9 (102.0)       | 33.8 (92.8)        | 29.4 (84.9)        | 27.5 (81.5)        | 18.8 (65.8)        | 41.9 (107.4)       |
| 平均高温 °C（°F）   | 6.4 (43.5)         | 7.8 (46.0)         | 12 (54)            | 15.3 (59.5)        | 19.3 (66.7)        | 22.5 (72.5)        | 25.2 (77.4)        | 25 (77)            | 21.1 (70.0)        | 16.2 (61.2)        | 10.3 (50.5)        | 6.8 (44.2)         | 15.7 (60.3)        |
| 日均气温 °C（°F）   | 3.7 (38.7)         | 4.4 (39.9)         | 7.6 (45.7)         | 10.2 (50.4)        | 14.1 (57.4)        | 17 (63)            | 19.3 (66.7)        | 19.1 (66.4)        | 15.8 (60.4)        | 12 (54)            | 7.1 (44.8)         | 4.3 (39.7)         | 11.2 (52.2)        |
| 平均低温 °C（°F）   | 1 (34)             | 1 (34)             | 3.1 (37.6)         | 5 (41)             | 8.8 (47.8)         | 11.6 (52.9)        | 13.5 (56.3)        | 13.2 (55.8)        | 10.4 (50.7)        | 7.8 (46.0)         | 3.9 (39.0)         | 1.8 (35.2)         | 6.8 (44.2)         |
| 历史最低温 °C（°F） | −19.8 (−3.6)       | −19.7 (−3.5)       | −10.3 (13.5)       | −4.6 (23.7)        | −2.1 (28.2)        | 1.6 (34.9)         | 4 (39)             | 3.5 (38.3)         | 0.4 (32.7)         | −4.8 (23.4)        | −9.3 (15.3)        | −14.8 (5.4)        | −19.8 (−3.6)       |
| 平均降水量 mm（）   | 55.1 (2.17)        | 47.6 (1.87)        | 51 (2.0)           | 53.7 (2.11)        | 64.6 (2.54)        | 53.9 (2.12)        | 61.3 (2.41)        | 53.4 (2.10)        | 56.1 (2.21)        | 63.6 (2.50)        | 55.2 (2.17)        | 61.4 (2.42)        | 676.9 (26.65)      |
| 月均日照時數        | 62.6               | 79.6               | 136.5              | 178.3              | 211.7              | 226.5              | 229.3              | 221.7              | 174.8              | 118                | 65.4               | 48.2               | 1,752.6            |
| 来源：infoclimat.fr |                    |                    |                    |                    |                    |                    |                    |                    |                    |                    |                    |                    |                    |

## 行政区划
默伦是法国法兰西岛大区塞纳-马恩省的一个市镇，编号为77288，它也是塞纳-马恩省的省会。默伦下辖默伦区，管理默伦县，同时也是默伦塞纳河谷城市圈公共社区的中心城市。
默伦市镇被划为6个街区，自2009年起实行街区自治制度。
法国国家统计与经济研究所（简称）在进行数据统计时，将默伦划为巴黎城市区的一部分。同时，还将默伦市镇分为了15个“块区”（IRIS），以便于统计人口分布情况。

## 交通

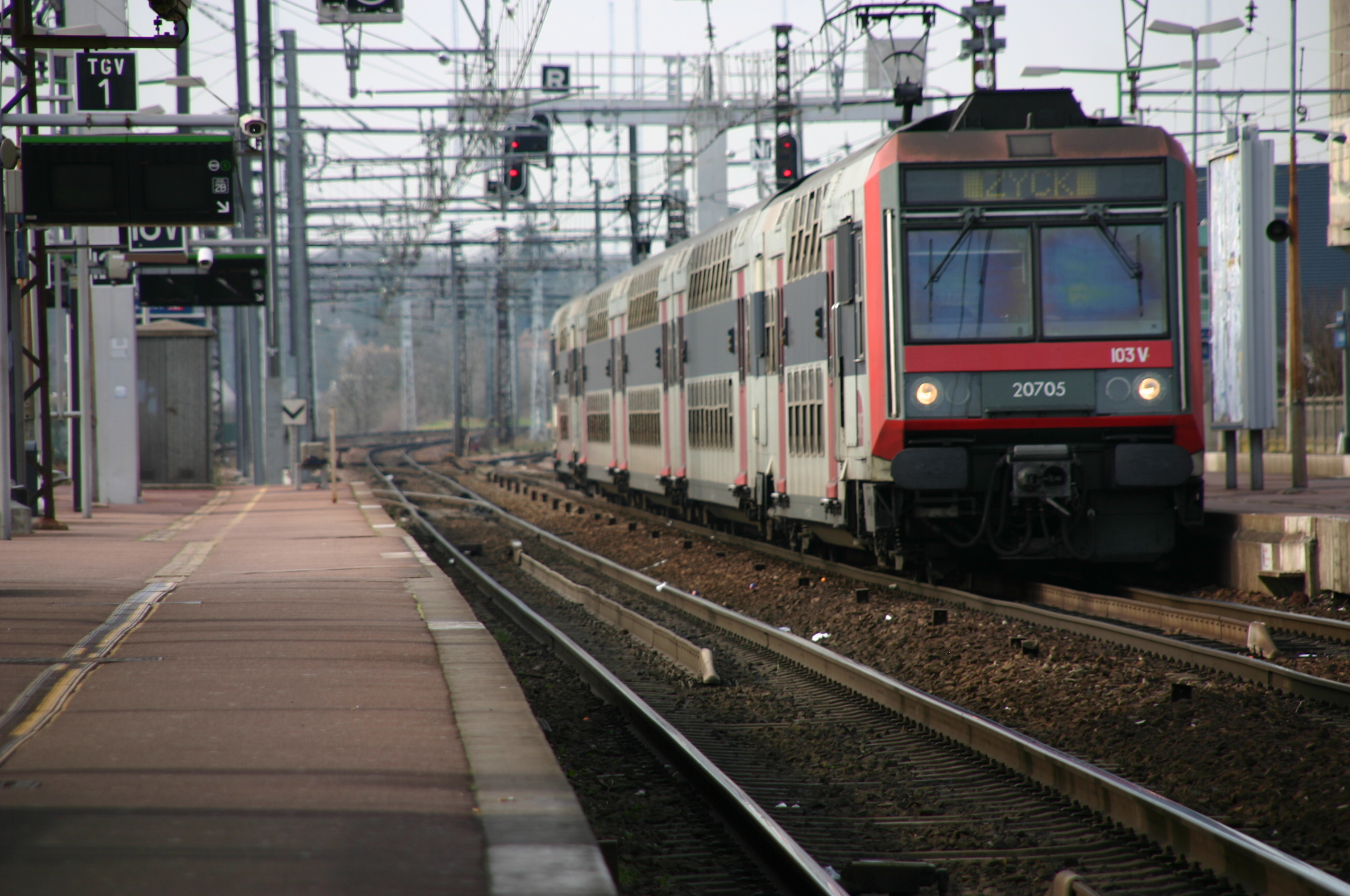
默伦站内的一列大区快铁列车

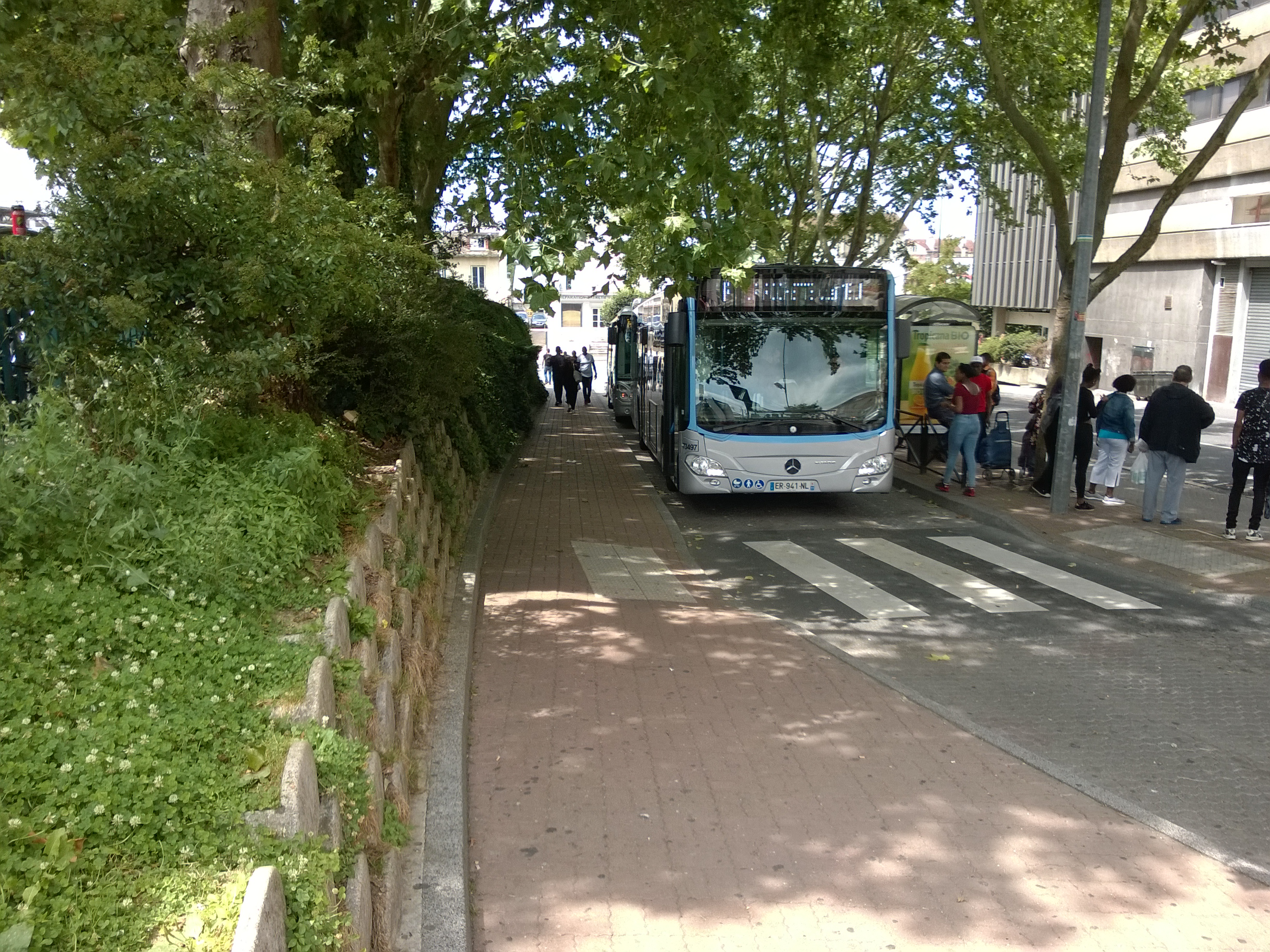
一辆默伦公交

### 公路
法国A5高速公路经过市区以北6公里外，通过15号出入口与市区相连。
塞纳-马恩省城际客运开行由默伦前往莫城、托尔西、欧洲谷、迪士尼乐园高铁站、普罗万等地的巴士线路。
2016年，63.3%的默伦家庭拥有至少一辆的私人汽车。同年，默伦境内共发生各类交通事故17起，造成24人受伤。

### 铁路
默伦位于巴黎－马赛铁路的正线上，与科尔贝伊-埃松－蒙特罗铁路交汇。默伦站位于市区南部，停靠法兰西岛大区快铁D线和法兰西岛大区列车R线，此外还停靠往返于巴黎和拉罗什-米热讷一线的区域列车。

### 航空
距离默伦最近的民用航空站为巴黎-奥利机场，距离默伦市中心车程约38公里。

### 城市公共交通
默伦城市公共交通（商业名称为）是当地的城市公共交通系统，下属数十条公交线路，其中Citalien线连接默伦市区和略桑，是法兰西岛大区东南部重要的公交干线。

## 政治

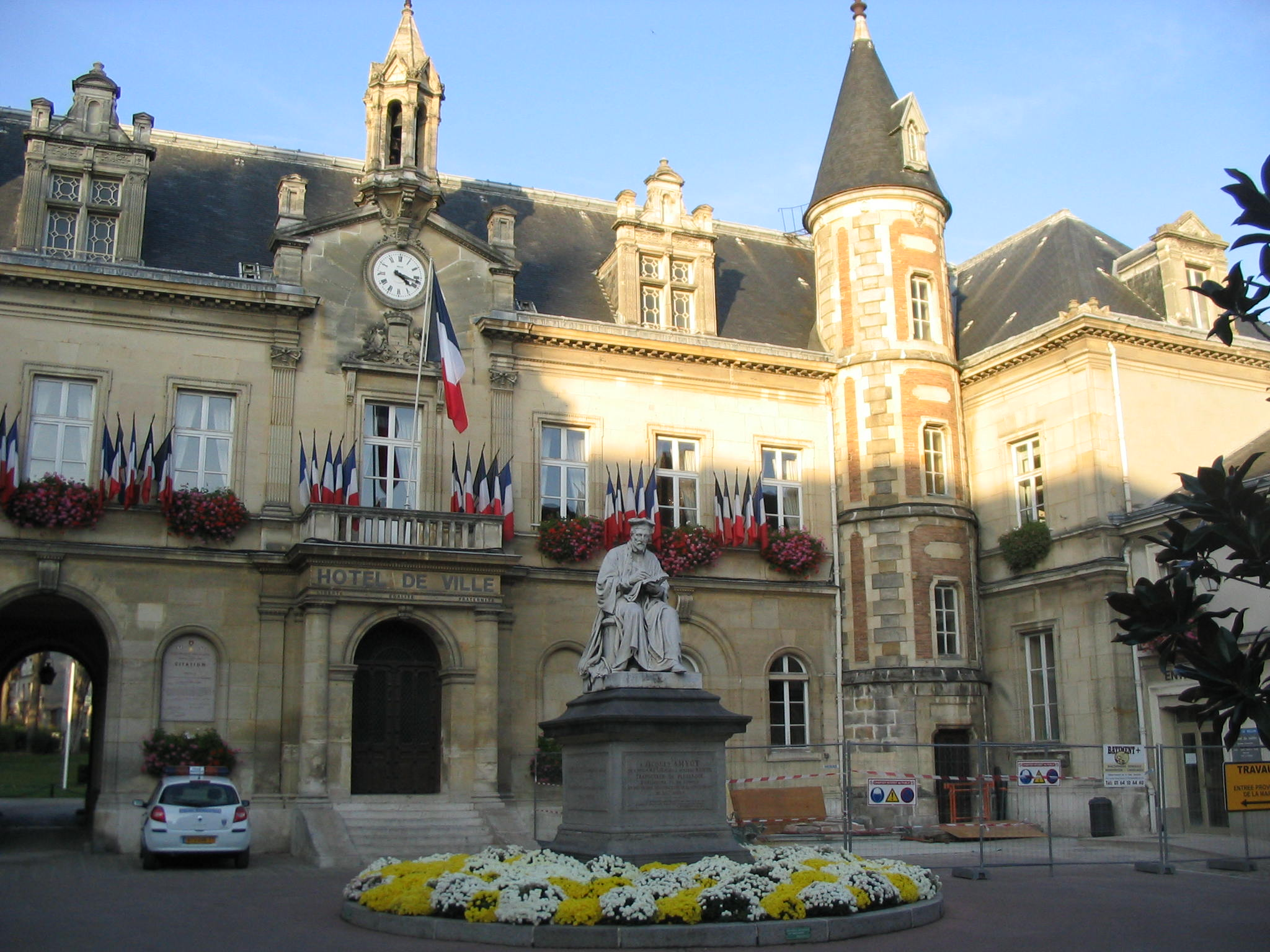
默伦市政厅

默伦的现任市长为路易·沃热尔先生，他是连续右派的一名成员，在2020年的市政选举中获得了50.59%的支持率。
在2017年的法国总统大选中，法国第25任总统埃马纽埃尔·马克龙在默伦获得了71.21%的支持率。
| 默伦历届市长   |                 |                                    |
| 任期           | 市长            | 党派                               |
| 1945年－1947年 | 马克西姆·韦尔多 | 不详                               |
| 1947年－1955年 | 加斯通·坦克     | 不详                               |
| 1955年－1959年 | 马克西姆·加朗   | 不详                               |
| 1959年－1971年 | 让·珀蒂         | 不详                               |
| 1971年－1983年 | 马克·雅凯       | UDR共和国保卫联盟 →RPR保衛共和聯盟 |
| 1983年－1989年 | 让·马尔佩尔     | RPR保衛共和聯盟                    |
| 1989年－2002年 | 雅克·马里内利   | RPR保衛共和聯盟 →UMP人民运动联盟   |
| 2002年－2016年 | 热拉尔德·米勒   | UMP人民运动联盟 →LR共和黨          |
| 2016年－       | 路易·沃热尔     | LR共和黨 →Agir行动                 |

## 人口
2017年，默伦市镇人口数量为40,032，在法国排名第187位。其中男性19,166人，女性21,062人，75岁及以上人口占5.7%，外籍人口数量为7,428人，人口密度为4,979人/平方公里，当地居民被称为（男性）或（女性）。2018年，默伦境内出生842人，死亡人口282人。
| 年份   | 1936   | 1946   | 1954   | 1962   | 1968   | 1975   | 1982   | 1990   | 1999   | 2006   | 2011   | 2016   | 2017   |
| ------ | ------ | ------ | ------ | ------ | ------ | ------ | ------ | ------ | ------ | ------ | ------ | ------ | ------ |
| 人口數 | 17,499 | 17,573 | 20,219 | 26,873 | 34,518 | 37,712 | 35,005 | 35,319 | 35,695 | 37,663 | 39,497 | 40,228 | 40,032 |

## 经济
默伦是一个区域性的中心城市，当地共有各类用人单位5,361家，平均历史为14年，行政、医疗及社会服务是当地的主要就业岗位类型。

## 财政收入
2018年，默伦的财政收入总额为70,851,200欧元，财政支出总额为64,377,300欧元，当年的债务总额为99,491,500欧元。
2014年，默伦的人均收入总额为2,546欧元，其中高职人员为4,041欧元，普通职员为1,885欧元。
2016年，默伦境内的青壮年（15至64岁）失业率为16.6%，当地39.5%的家庭拥有纳税资格。

## 社会事务

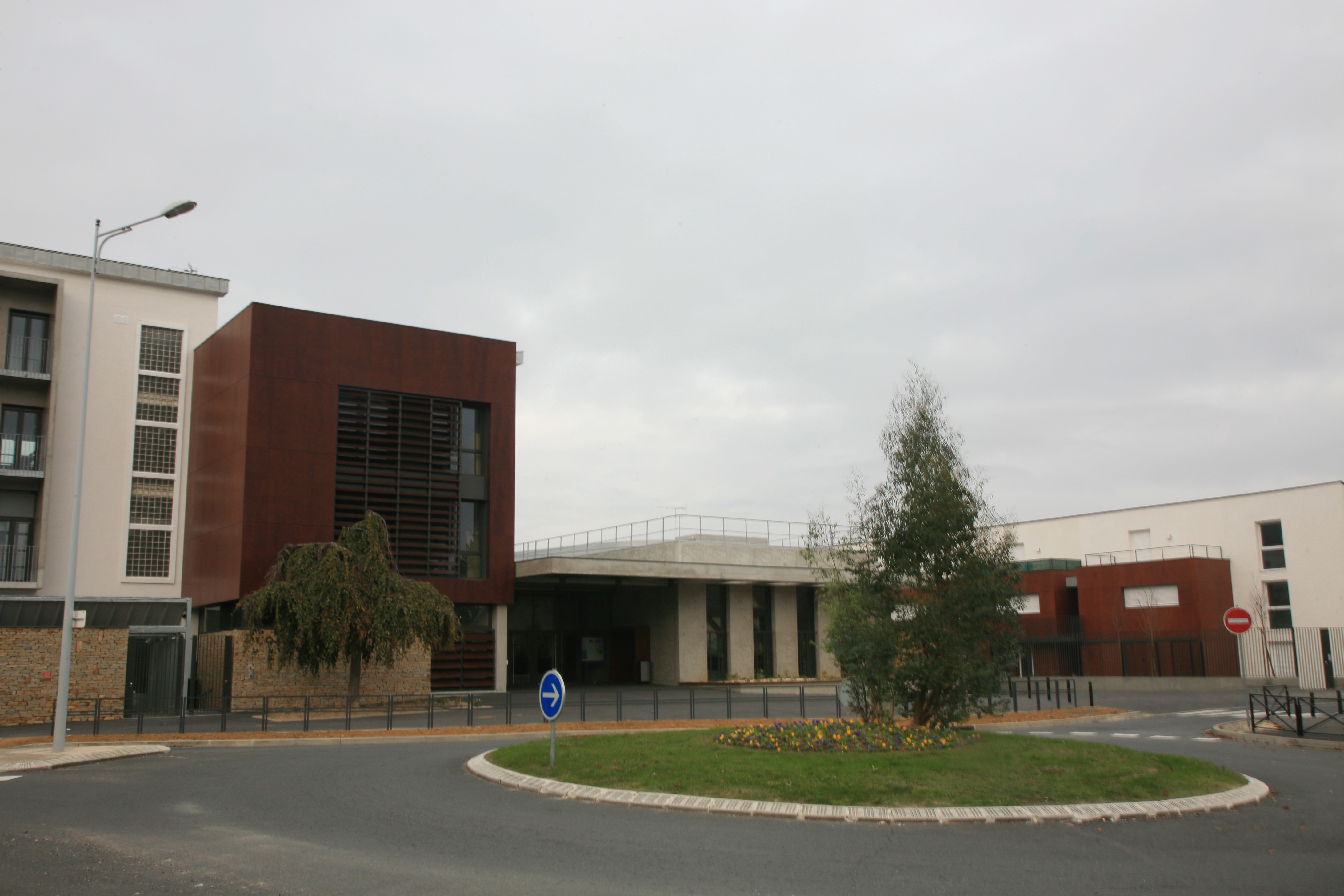
默伦的一处高级中学

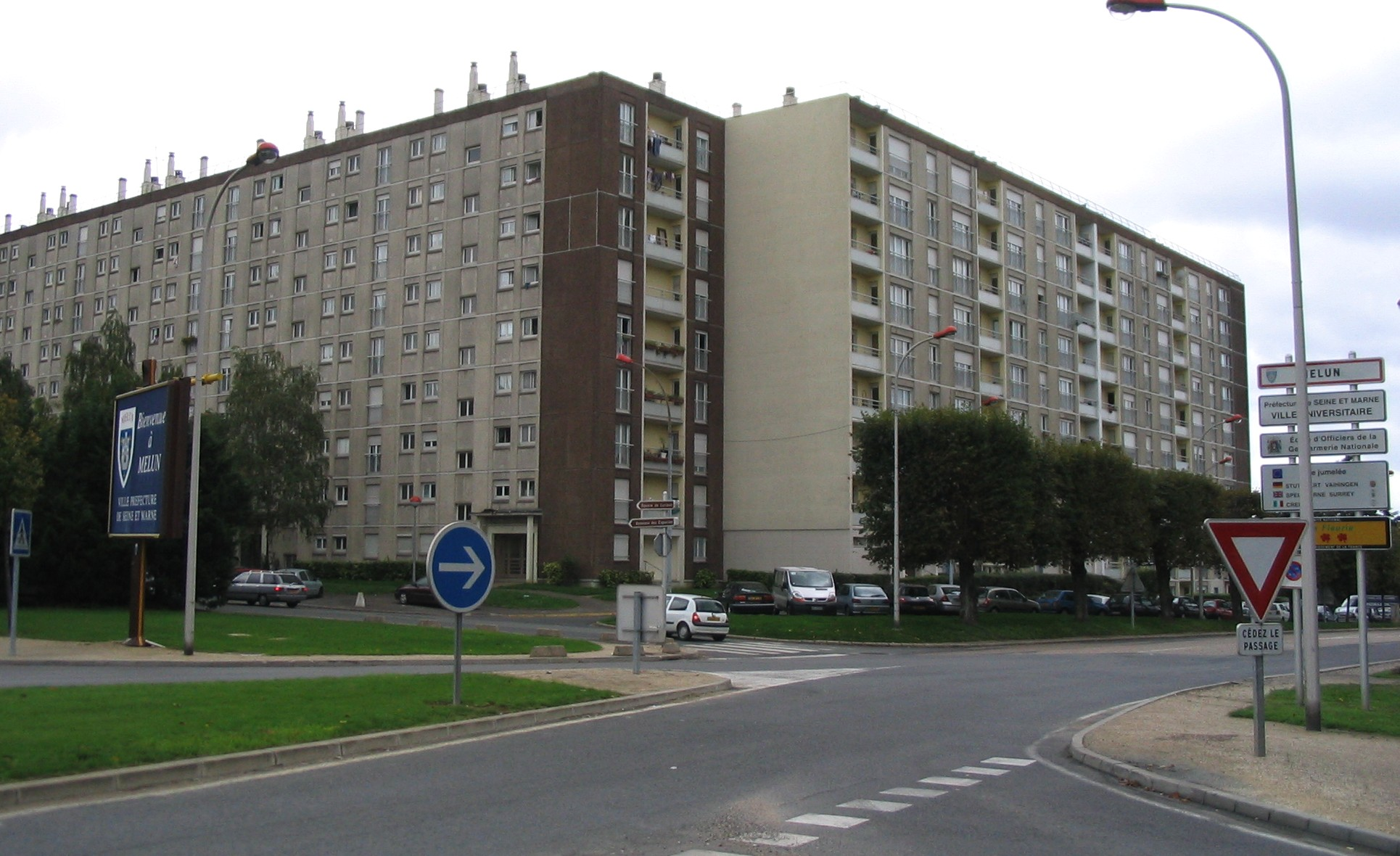
默伦的集中式居民区

### 教育
默伦属于克雷泰伊学区。截止2018年1月1日，默伦境内共有11所幼儿园、14所小学、6所初级中学和3所普通高中。2018至2019学年度，默伦境内共有在校中小学生6,335名。
在高等教育方面，国立民用航空学院在默伦设有一个分校区。

### 医疗
截止2018年1月1日，默伦境内共有全科医生60名、保健师42名、牙医29名、护士42名、耳科医生6名、眼科医生7名、皮肤科医生3名、助产士7名、儿科医生5名和妇科医生5名。境内共有药房13家，养老院4家，残疾人帮扶中心1家。
南法兰西岛医疗系统（Groupe Hospitalier Sud Ile-de-France）在默伦市区建有一个病区，设有床位1,165个，是当地规模最大的公立综合性医院。

### 住房
2016年，默伦境内共有各类住房19,166套，其中90.5%为常住房屋。集中式居民区主要分布在市区北部。

### 商业
2017年，默伦境内共有各类商铺2,580家，其中餐饮服务类1,149家。市区西北部建有大型开放式商业街区。

### 体育
2018年，默伦境内共有3家游泳池、3间健身房、2座综合体育场、17处网球场、3处足球或橄榄球场以及5处篮球或排球场。
默伦足球俱乐部是当地的一支足球队，成立于1894年，2020至2021赛季参加区域性的足球联赛。

### 环境
默伦的环境事务由其所属的公共社区负责。2017年，默伦境内共有3家污染企业。

### 治安
2014年，默伦及附近地区共发生各类案件8,269起，其中盗窃类案件4,958起，经济类案件959起，毒品交易类案件372起。
默伦监狱位于圣艾蒂安岛上，可容纳超过300名犯人。

## 文化

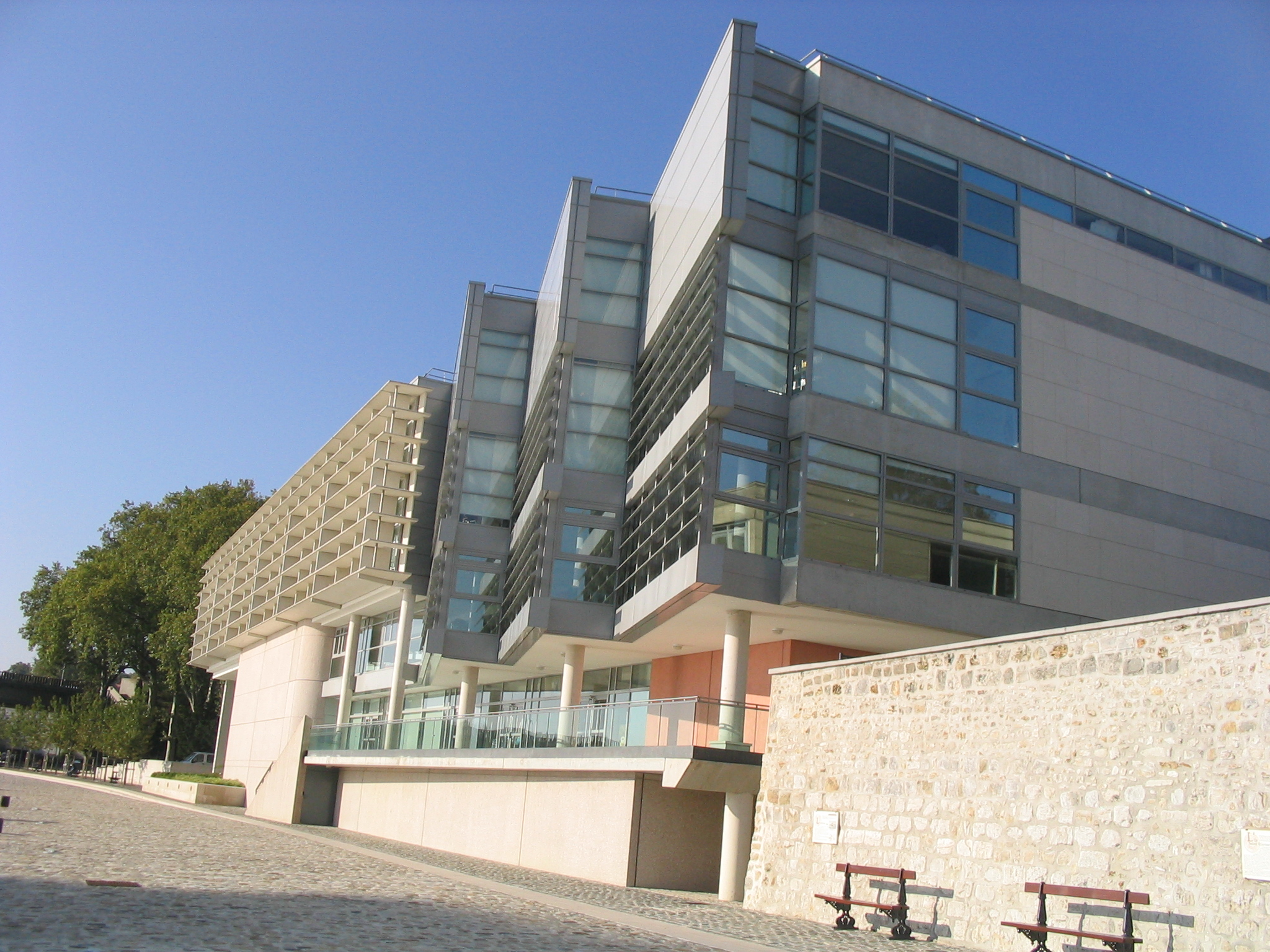
默伦的多媒体中心

2018年，默伦境内共有2个剧场、1个电影院、2个博物馆和2个音乐厅。默伦市政府提供多媒体中心，常年向公众开放。

### 建筑
默伦境内有多处历史建筑，其中默伦圣母大教堂是法国首批法国国家文物保护单位、默伦圣阿斯佩教堂、圣巴泰勒米钟楼等为当地的代表性建筑物。

### 旅游
2020年，默伦境内共有1个宾馆共计73间房间，另有1个露营地，可容纳共178辆露营车。

### 媒体
法国主要的媒体均可在默伦接收，法国电视三台下属的法兰西岛大区频道在部分时段播出默伦所属区域的地方新闻。

## 友好城市
截至2020年5月，默伦共与三座城市互为友好城市关系：
- 德国 法伊英根 (斯图加特)（法语：Vaihingen (Stuttgart)）
- 義大利 克雷马
- 英格兰 斯佩尔索恩